# سو (رئيس تشريفات)
سو (باليابانية: SU) هو رئيس تشريفات ياباني، ولد في 20 نوفمبر 1973 في كاناغاوا في اليابان.

## وصلات خارجية
- سو على موقع ميوزك برينز (الإنجليزية)
- سو على موقع ديسكوغز (الإنجليزية)